# 마이티 오봇츠
《마이티 오봇츠》는 1984년에 미국-일본의 합작 애니메이션이다. 감독은 데자키 오사무이며 이외에 작화감독인 코바야시 시치로이고 캐릭터 디자인 및 주요 제작은 스기노 아키오가 했으며 작품 내 등장하는 로봇의 작화는 야마시타 마사이토가 참여했다. 미국의 3대방송사중에 하나인 ABC에서 육신합체 갓마즈의 인기에 주목하여 일본의 애니메이션 제작사인 도쿄무비신사에 북미판의 갓마즈를 제작해줄것을 요청하여 제작되었다. 미국에사 ABC 방송사에서 방송했으며, 대한민국에선 SBS에서 천하무적 오보트라는 제목으로 방영되었다.

## 마이티 오봇츠의 줄거리
서기의 서력인 2200년경에 우주경비대(갤럭틱 패트롤)에 소속된 청년인 로브는 그가 제작한 파트너 오노와 함께 5명의 로봇인 토르,보트,보,부,크런치를 이끌고 우주제패를 꿈꾸는 컴퓨터 마신인 오브라에 맞선다. 로봇들은 이때다 싶을 때 거대전사인 마이티 오봇츠로 합체하여 무적의 힘으로 미지의 역경을 무찌른다는 내용을 줄거리로 담고 있다.

## 등장인물
- 로브:이작품의 주인공인 청년이다.

- 오노

- 토르

- 보 & 부

- 보트

- 크런치